# (100511) 1997 AY18
(100511) 1997 AY18 es un asteroide perteneciente al cinturón de asteroides, descubierto el 10 de enero de 1997 por el equipo del Spacewatch desde el Observatorio Nacional de Kitt Peak, Arizona, Estados Unidos.

## Designación y nombre
Designado provisionalmente como 1997 AY18.

## Características orbitales
1997 AY18 está situado a una distancia media del Sol de 2,969 ua, pudiendo alejarse hasta 3,279 ua y acercarse hasta 2,660 ua. Su excentricidad es 0,104 y la inclinación orbital 11,60 grados. Emplea 1869,22 días en completar una órbita alrededor del Sol.

## Características físicas
La magnitud absoluta de 1997 AY18 es 15. Tiene 3,413 km de diámetro y su albedo se estima en 0,182.